# رودريك سترونج
رودريك سترونج (بالإنجليزية: Roderick Strong)‏ هو مصارع محترف أمريكي، ولد في 26 يوليو 1983 في يو كلير في الولايات المتحدة.

## وصلات خارجية
- رودريك سترونج على موقع دبليو دبليو إي (الإنجليزية)
- رودريك سترونج على موقع CageMatch worker (الإنجليزية)
- رودريك سترونج على موقع قاعدة بيانات المصارعة على الإنترنت (الإنجليزية)
- رودريك سترونج على موقع عالم المصارعة على الإنترنت (الإنجليزية)
- رودريك سترونج على موقع عالم المصارعة على الإنترنت (الإنجليزية)

- رودريك سترونج على موقع IMDb (الإنجليزية)
- رودريك سترونج على موقع قاعدة بيانات الفيلم (الإنجليزية)